# Platystemon

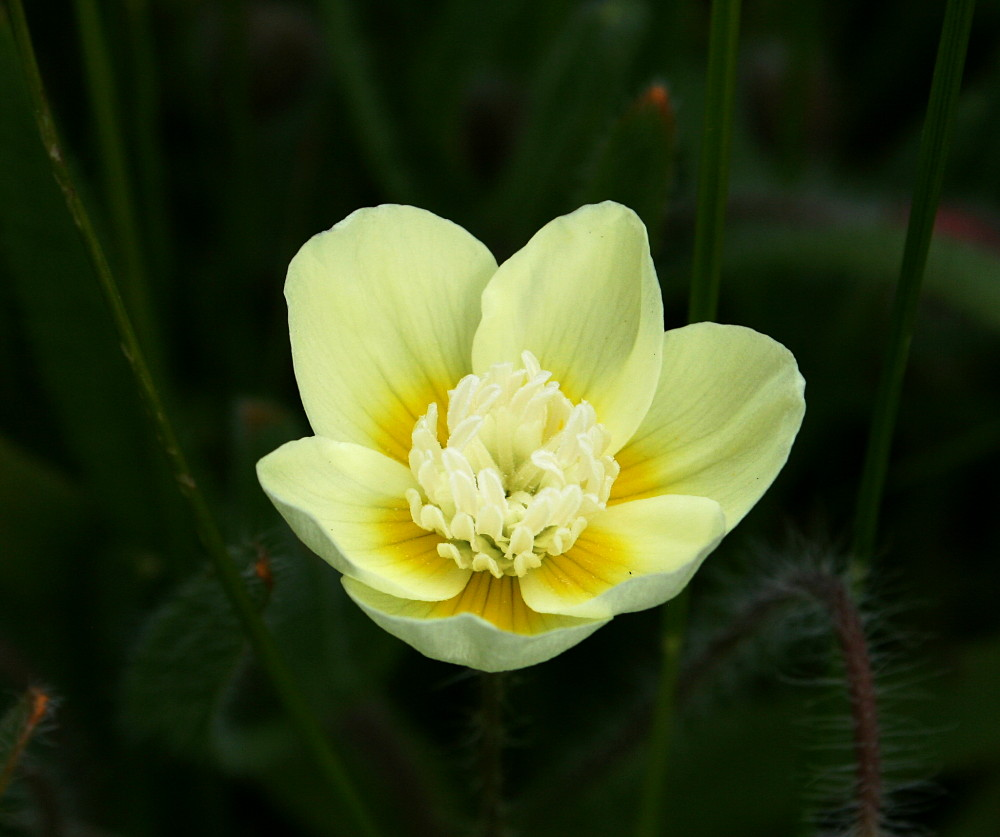
Detalle de la flor

Platystemon es un género monotípico perteneciente a la familia de las papaveráceas. Su única especie: Platystemon californicus, es originaria de Oregón, California, Arizona, Utah y Baja California, y se encuentra en pastizales abiertos y suelos de arena. También se utiliza como planta ornamental para jardinería y revegetación de áreas recientemente quemadas.

## Descripción
Es una planta anual herbácea muy variable en apariencia. Las hojas son opuestas de 2 a 8 centímetros de largo, y lineales u oblongo-lanceoladas. La planta es de textura vellosa, a veces con pelos muy largos. La inflorescencia es una sola flor en un alto pedúnculo de hasta 20 centímetros de altura. La flor tiene seis pétalos que pueden ser de color blanco puro o de oro o blanco con grandes manchas doradas o puntas de oro. El centro de la flor se llena con una agrupación de muchos estambres gruesos y planos. El fruto es una cápsula con varias secciones de una sola semilla que se rompen.

## Taxonomía
Platystemon californicus fue descrita por George Bentham y publicado en Transactions of the Horticultural Society of London, ser. 2, 1(5): 405–406. 1835.
Sinonimia
- Platystemon arizonicus Greene
- Platystemon australis Greene
- Platystemon crinitus Greene
- Platystemon horridulus Greene
- Platystemon mohavensis Greene
- Platystemon ornithopus Greene[3]